# تارمو تام
تارمو تام (انگلیسی: Tarmo Tamm؛ زادهٔ ۳ دسامبر ۱۹۵۳) سیاستمدار و نماینده مجلس اهل استونی است.